# If Four Walls Told
If Four Walls Told é um filme mudo britânico de 1923, do gênero drama, dirigido por Fred Paul, com roteiro de Walter Summers baseado em peça teatral de Edward Percy.

## Elenco
- Lillian Hall-Davis - Martha Tregoning
- Fred Paul - Jan Rysling / Tom
- Campbell Gullan - David Rysling
- John Stuart - Ned Mason
- Minna Grey - Elizabeth Rysling
- Enid King - Clare Sturgis
- Polly Emery - Sra. Sturgis
- Somers Bellamy - Toby Crouch